# Salvia sessilifolia
Salvia sessilifolia là một loài thực vật có hoa trong họ Hoa môi. Loài này được Baker mô tả khoa học đầu tiên năm 1881.